# Assento ejetor
O Assento ejetor, é um sistema de emergência, normalmente um componente instalado em aviões militares, que tem por objectivo salvar o piloto (ou pilotos), no caso de iminente perigo de queda do avião, seja por mau funcionamento deste, ou por ataque aéreo em que aquele é danificado.
O assento é propulsionado por uma carga explosiva, ou por um motor a foguete, que impulsiona a cadeira, e o piloto, para fora do cockpit, accionando um pára-quedas, para uma descida em segurança.
Foi usado pela primeira vez em combate em 1943 pelos tripulantes de um caça noturno He 219 na II Guerra Mundial.
Equipou também o He 162, e o Do 335 apesar deste último nunca ter visto combate.

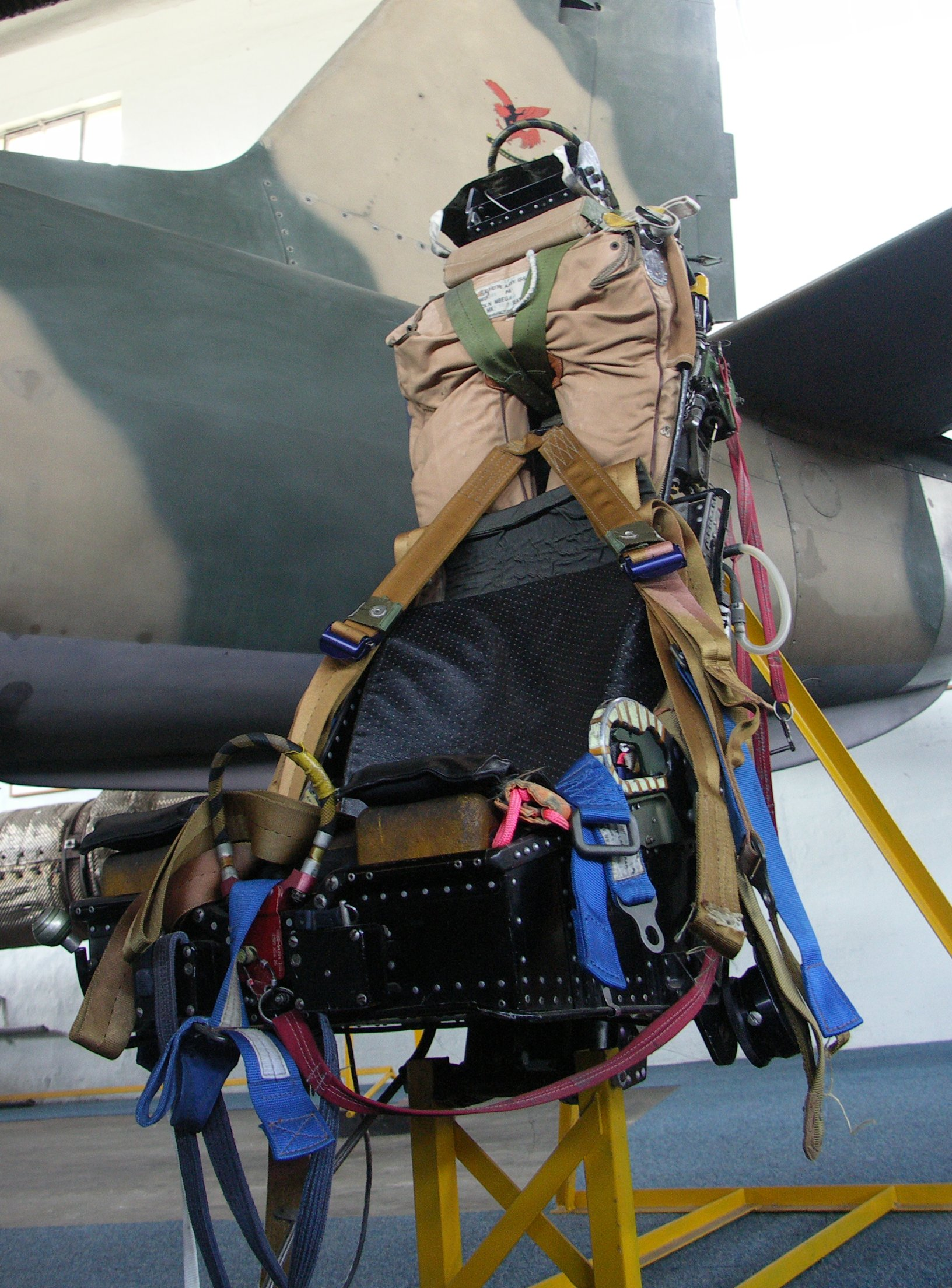
Assento de ejeção Martin Baker WY6AM